# Ölands runinskrifter 5
Ölands runinskrifter 5 är en försvunnen vikingatida runsten som fanns i Bårby, Mörbylånga socken och Mörbylånga kommun. Stenens exakta position är inte känd, men den har stått rest någonstans öster om Bårby borg.

## Inskriften
Translitterering av runraden:
[alti × auk × keti... ... stein × eftiʀ × kata × faþur × sin]
Normalisering till runsvenska:
Aldi ok Kæti[ll] ... stæin æftiʀ Kata, faður sinn.
Översättning till nusvenska:
Aide och Ketil, (de läto resa denna) sten efter Kåte, sin fader.